# Itaewon-dong
Itaewon-dong (koreanska: 이태원동) är en stadsdel i stadsdistriktet Yongsan-gu i Sydkoreas huvudstad Seoul. 
Itaewon-dong är ett populärt område för shopping och uteliv. Gatan Gyeongnidan-gil är känd för sitt utbud av internationella restauranger.  Stadsdelen är också centrum för HBTQ-personer i Seoul. Det var i Itaewon som halloweentragedin i Seoul utspelade sig år 2022.

## Indelning
Administrativt är Itaewon-dong indelat i:
| Namn      | Namn               | Yta km² | Invånare 31 dec 2020 |
| --------- | ------------------ | ------- | -------------------- |
| 이태원1동 | Itaewon 1(il)-dong | 0,57    | 8 764                |
| 이태원2동 | Itaewon 2(i)-dong  | 0,86    | 10 795               |